# Нахчиван (град)
Нахчиван (азер. Naxçıvan) је главни град Нахчиванске Аутономне Републике и налази се 450 км западно од Бакуа. Простире се у подножју Зангезурских планина, на десној обали реке Нахчиван. Град је смештен на надморској висини од скоро 1.000 метара. Према попису из 2020. године има 94.500 становника.

## Историја
Нахчиван је био један од истакнутих градова Јерменског краљевства од II века п. н. е. до XI века нове ере. У II веку, Нахчиван је био познат под именом Птоломеј. Херодот је написао да река Араз тече из планине Матеан до земље Накхар. Према јерменском епископу и историчару Себеосу, византијски цар Ираклије је марширао кроз региону Нахчиван током његове кампање против Сасанидског царства 627-628. године. Неки јерменски хроничари додатно тврде да је Ираклије уништио град Нахчиван пре него што је кренуо на Ганзак. Током хришћанске ере развила се легенда да је Нахчиван основао Ноје.
Већ у VIII веку Нахчиван је постао велики трговинско–занатлијски центар. У XI веку је био престоница Селџука, а у XII веку постаје престоница државе азербејџанских атабега. Град је у XIII веку разорен од стране монголског кана Тамерлана и почетком XVII века од Персијанаца.
Крајем XVIII и почетком XIX века формиран је Нахчивански канат, који је номинално признавао персијску власт. Град Нахчиван је био престоница. Туркманчајским мировним уговором 1828. године регион постаје руски посед, а Нахчивански канат се укида. Од 1849. године Нахчиван је постао део руске губерније Јереван.
После Октобарске револуције у Русији 1917. године, на овом подручју је, 1918. године, проглашена Република Арас, која је постојала до 1919. године, када је на њу инвазију извршила Јерменија. Пад републике покренуо је инвазију азербејџанске армије, која, исте године, избацује јерменске трупе из региона. Пошто је совјетска Црвена армија заузела регион 1920. године, створена је Нахчиванска аутономна совјетска социјалистичка република, а на референдуму који је одржан 1921. године 90% становништва републике изјаснило се за прикључење Азербејџанској ССР, што је и учињено исте године.
После распада Совјетског Савеза 1991. године, будући председник Азербејџана Хејдар Алијев постаје председник Нахчиванског врховног совјета и претвара Нахчиван у територију скоро потпуно независну од власти у Бакуу. Током рата у Нагорно-Карабаху 1992. године, избили су спорадични оружани сукоби Нахчивана са Јерменијом. Због изолације од Азербејџана током рата, ојачао је везе са Турском и Ираном. Парламент Азербејџана је позвао 1993. године Хејдара Алијева да стане на чело државе, тако да он постаје председник Азербејџана и на тој функцији остаје све до 2003. године када га је на функцији наследио његов син, Илхам Алијев. Нахчиван је до данас остао главни град аутономне републике у саставу Азербејџана.

## Географија
Простире се у подножју Зангезурских планина, на десној обали реке Нахчиван. Град је смештен на надморској висини од скоро 1000 м. Поплаве и ерозије земљишта су постале честе због смањеног шумског покривача дуж речних обала. Као резултат тога, настао је пројекат пошумљавања града.

## Економија
У Нахчивану је традиционално развијена трговина, занатство, обућарство и производња шешира. Обнова предузећа и развој индустрије, либерализација спољне трговине и проширење царинске инфраструктуре су у великој мери одговорне за раст града у последње две деценије.

## Саобраћај
Нахчиван има велики саобраћајни систем којим управља Министарство саобраћаја Азербејџана. Министарство је 2013. године најавило да ће градови Нахчиван, Ганџа и Сумгајит добити нову линију метроа у оквиру пројекта метро 20 година. Мрежа тролејбуса је постојала од 1986. до 2004. године.
Аеродром Нахчиван је једини комерцијални аеродром у Нахчивану. Аутобуском линијом је аеродром повезан са центром града. Постоје домаћи летови за Баку и међународни за Истанбул и Москву.
Нови мост преко реке Аракс спојио је 2013. године Нахчиван са Ираном и даље пругом до Бакуа. Железницом је Нахчиван повезан у аутономној републици са градовима Ордубад и Шарур.

## Спорт
Араз Нахчиван је један од бољих футсал клубова у Европи и редовни учесник УЕФА футсал купа. Истоимени фудбалски клуб основан 1967. године се у сезони 2014/15 такмичио у Премијер лиги Азербејџана у фудбалу. Град је био домаћин светског купа у дизању тегова.

## Побратимљени градови
- Батуми (од 2013)[26]

## Галерија
- Панорама града
- Џамија из XVII века
- Палата кан
- Парк